# Luciano Pereyra
Luciano Ariel Pereyra (Luján, 21 settembre 1981) è un cantante argentino.
Sin da bambino comincia ad appassionarsi alla musica, grazie anche al padre, il cantante Angel Pereyra. A 4 anni partecipa ad un concorso sull'emittente televisiva di Buenos Aires, Canal 7 e da quel momento in poi inizia la sua "carriera" artistica.
Pereyra ha saputo legare tra loro diversi stili musicali utilizzando la propria voce. Dal suo primo album Amaneciendo del 1998 ha registrato 9 dischi e ricevuto diversi premi. Nel 2000 ha fatto la sua esibizione dal vivo in Vaticano di fronte al Papa Giovanni Paolo II ed ha cantato l'Inno Nazionale allo Stadio Nazionale Argentino nel 2001 all'evento di addio in onore a Diego Armando Maradona.
Attualmente è impegnato alla registrazione di brani con l'etichetta discografica Universal Music, ha fatto diversi concerti in Argentina, Paraguay ed Uruguay.

## Biografia
Nato Luciano Ariel Pereyra, il suo primo contatto con la musica avviene all'età di 3 anni canticchiando una canzone imparata alla radio. Nello stesso anno, riceve una chitarra per Natale, e l'anno seguente partecipa ad un concorso, nel programma televisione della vecchia ATC (ora Canal 7 Argentina).
A 9 anni, partecipa al Festilindo, un programma per ragazzi, in cui arriva ad essere finalista. Nello stesso anno partecipa al programma Xuxa, cantando la canzone León Gieco Sólo le pido a Dios, lo stesso brano che, dieci anni dopo (nel 2000), lo renderà famoso internazionalmente di fronte al Papa Giovanni Paolo II in Città del Vaticano, rappresentando i Latino-americani alla festa del Giubileo.

## La sua musica
Luciano Pereyra registra nel 1998 il suo primo disco intitolato Amaneciendo, 13 brani dove sono presenti mix di suoni di zamba, carnevalesca, valzer, e ballate.
Il suo primo successo è "Soy un inconsciente": grazie a questo singolo Luciano Pereyra vende 260.000 cd ottenendo quattro dischi di platino.
Nel 1999 presenta un proprio spettacolo a Buenos Aires al Teatro dell'Opera.
A marzo del 2000 registra il suo secondo disco: Recordándote, in cui appare la canzone Sólo le pido a Dios e altri brani da lui stesso composti. Il disco è rimasto per tre settimane consecutive al primo posto della classifica nazionale.
Nel 2001, viene scelto per cantare l'Himno Nacional Argentino (Inno Nazionale Argentino) durante la partita in omaggio a Diego Armando Maradona.
Nello stesso periodo realizza duetti con artisti come Rodrigo Bueno, Soledad Pastorutti, Mercedes Sosa e Alejandro Lerner.
A giugno 2002 pubblica il suo terzo CD Soy tuyo, con influenze di bolero e tango. È di quell'anno un tour in Sud America con anche sei serate al Teatro Gran Rex.
Nel 2003 partecipa al film Tus ojos brillaban.
Nel 2004 collabora alla commedia Los Pensionados.
Il 22 giugno del 2004 registra il quarto disco Luciano, con brani composti da lui stesso, tra cui Perdóname. Questo disco, a differenza dei precedenti, prende decisamente la strada del pop. Questo album contiene un duetto con la cantante messicana Myriam con il brano Inevitable, che è anche incluso nel cd omonimo della stessa cantante.
Ad aprile 2006 rilascia il CD Dispuesto a amarte, il quinto album musicale della sua carriera artistica, con il brano Porque aún te amo come primo brano inciso.
Altro look ed un altro suono portano a pensare che il cantante abbia intrapreso un viaggio con l'intenzione di transitare definitivamente sui binari del cantante pop latino.
Nel novembre 2008 registra il brano No puedo, con parole e musica del cantante. Nel video partecipa la modella Florencia Torrente.
Nel 2010, dopo aver subito un intervento all'esofago, produce l'albumVolverte a ver, contenente il brano El vestido rojo, accompagnato da un videoclip con la presenza della modella Sofía Zámolo e dell'attore Osvaldo Laport.
Il 6 marzo 2012 produce l'album Con Alma de Pueblo, con il quale ritorna alle proprie radici folkloristiche. Tra le canzoni scritte sono evidenti brani del repertorio popolare come Zamba Para Olvidar, Memorias de Una Vieja Canción e Mis Noches Sin Ti, collaborando anche con Horacio Guarany, Peteco Carabajal y Chango Spasiuk.
Il 24 marzo 2015 esce in anteprima il singolo Seré, sigla della telenovela Esperanza mía, trasmessa sulla TV El Trece con la presenza di Mariano Martínez e Lali Espósito.
Nello stesso anno, insieme al brasiliano Sam Alves, la cilena D-Niss, la messicana Dulce María e i colombiani Cali ed El Dandee canta le canzoni ufficiali di Claro, Pon el alma en el juego, per la Coppa America 2015.

## Primo DVD
Il 13 ed il 21 marzo 2009, si esibisce con il tutto esaurito allo Stadio Luna Park, e il 24 di maggio 2009 rivisita e reinterpreta i migliori successi dei suoi 10 anni di carriera. Questi due concerti a metà del 2009 portano in classifica il suo primo DVD ufficiale, celebrando il tour chiamato Diez años junto a vos.

## Discografia
- 1998: Amaneciendo
- 2000: Recordándote
- 2002: Soy tuyo
- 2005: Serie de Oro
- 2004: Luciano
- 2006: Dispuesto a amarte
- 2009: 10 años junto a vos CD + DVD
- 2010: Volverte a ver
- 2012: Con alma de pueblo
- 2015: Tu mano
- 2017: La Vida Al Viento

## Televisione
| Anno | Programma     | Ruolo         | Canale   | Note                                                                                       |
| ---- | ------------- | ------------- | -------- | ------------------------------------------------------------------------------------------ |
| 2015 | Esperanza Mía | Padre Joaquín | El Trece | Insieme a Lali Espósito, Mariano Martínez, Jimena Barón, Pedro Alfonso e Ana Maria Picchio |

## Premi
| 1999 | Festival Nazionale de la Doma y el Folclore de Jesús María (Consacrazione |                                                 | Vincitore  |            |            |            |            |
| 1999 | Festival di Baradero (Rivelazione)                                        |                                                 | Vincitore  |            |            |            |            |
| 2000 | Festival di Cosquín (Consacrazione)                                       |                                                 | Vincitore  |            |            |            |            |
| 2011 | Premio Quiero 2011                                                        | Video artista maschile per (Si me pudieras ver) | Nomination | Nomination | Nomination | Nomination | Nomination |
| 2011 | Premio Quiero 2011                                                        |                                                 | Nomination |            |            |            |            |